# Claude François Gonnet de Fiéville
Claude François Gonnet de Fiéville est un homme politique français né le 24 juin 1752 à Péronne (Somme) et décédé le 30 juin 1815 au même lieu.

## Biographie
Avocat à Péronne et secrétaire de l'assemblée provinciale, il est procureur syndic du district en 1789 puis juge au tribunal de district en 1792. Conservateur des hypothèques en l'an III, il est ensuite juge de paix et est élu député de la Somme au Conseil des Anciens le 25 germinal an VI. Il siège au Corps législatif de 1800 à 1804. Sous l'Empire, il est juge suppléant au tribunal de première instance de Péronne.